# Шри, Гитанджали
Гитанджали Шри (хинди गीतांजलि श्री, род. 12 июня 1957, Майнпури, Уттар-Прадеш) — индийская писательница и биограф Премчанда, пишущая на языках хинди и английский. Победитель Международной Букеровской премии в 2022 году за свой роман «Могила из песка».

## Биография
Родилась 12 июня 1957 в городе Майнпури в штате Уттар-Прадеш. Отец ― Анирудх Паньдья и мать ― Шри Кумари Паньдья. Из-за любви к матери, автор изменила свою фамилию с «Пандья» на «Шри» .
В своём штате получила среднее образование в разных городах, включая Матхура, Алигарх и Музаффарнагар. После школы поступила в Коллеж им. Шри-Рам в Нью-Дели. Высшее образование получила в Университете Джавахарлала Неру, где окончила исторический факультет. Степень доктора истории получила в Университете Барода им. Махараджа Саяджирао за свою работу «Премчанд и колониально-образованный класс в Северной Индии». (хинди प्रेमचंद और उत्तर भारत का औपनिवेशिक शिक्षित वर्ग).
Вышла замуж за историка Судхир Панта.

## Творчество
Первый рассказ Гитанджали Шри — «Колокольчик» (хинди बेलपत्र) был опубликован в 1987 году, за ним в 1991-м последовал сборник её произведений. Известной Шри стала после того, как её роман «Мать» (хинди माई) вышел в переводе на английском языке.  На английском доступны произведения «Мать» (англ. Mai), «Пустое место» (англ. The Empty Space) и «Могила из песка» (англ. Tomb of Sand). Также романы доступны на французском под названиями «Maï, une femme effacée», «Une place vide» и «Au-delà de la frontière». На французском и ещё переведён часть «Наш город в том году» (фр. Dans notre ville cette année-là). Кроме английского и французского её произведения уже переведённы на многие языки мира: бенгальский, гуджарати, немецкий, сербский, урду и японский.

### Романы
- «Мать» (хинди माई, Ма̄'ӣ)
- «Наш город в том году» (хинди हमारा शहर उस बरस, Ҳама̄ра̄ шаҳар ус барас)
- «Исчезнувший» (хинди तिरोहित, Тироҳит)
- «Пустое место» (хинди खाली जगह, Кха̄лӣ джагаҳа)
- «Могила из песка» (хинди रेत समाधि, Ре̄т сама̄дхи)

### Собрание рассказов
- «Эхо» (хинди अनुगूँज, Анугӯндж)
- «Аскетизм» (хинди वैराग्य, Вайра̄гья)
- «Март, мама и Сакура» (хинди मार्च, माँ और साकुरा, Ма̄рч, Ма̄н аур Са̄кура)
- «Репрезентативные рассказы» (хинди प्रतिनिधि कहानियाँ, Пратинидхи каҳа̄нья)
- «Здесь жили слоны» (хинди यहाँ हाथी रहते थे, Йҳа̄н ҳа̄тхӣ раҳате тхе)

### Научные труды
- «Между двумя мирами: Интеллектуальная биография Премачанда» (англ. Between Two Worlds: An Intellectual Biography of Premchand)

## Награды
- 2022: Международная Букеровская премия
- 2021: Премия Эмиль Гиме за азиатскую литературу[9] (фр. Prix Émile-Guimet de littérature asiatique) (номинант)
- 2013: Премия им. Кришна Балдева Вайдья[5] (хинди कृष्ण बलदेव वैद सम्मान)
- 2004: Премия Двидждева[5] (хинди द्विजदेव सम्मान)
- 2000: Премия литературной академии в Дели[5] (хинди हिंदी अकादमी कथा सम्मान)
- 1998: Премия им. Инду Шарма для рассказов[5] (хинди इंदु शर्मा कथा सम्मान)
- 1995: Премия Юкей[5] (хинди यूके कथा सम्मान)